# Dublab
dublab — це некомерційна музична інтернет-радіостанція громадського мовлення, що базується в Лос-Анджелесі. Вони також займаються художніми виставками, кінопроектами, організацією заходів та випуском музичних записів. Шоу заархівовані та доступні для завантаження на сайті dublab. dublab також мовить на KLDB-LP на частоті 99,1 FM у Лос-Анджелесі.